# Dagboek van een oude dwaas
Dagboek van een oude dwaas is een Nederlandse-Belgische film uit 1988. Het is gebaseerd op een boek van de Japanse schrijver Junichiro Tanizaki. De film heeft als internationale titel Diary of a Mad Old Man.
De film werd geselecteerd voor het Semaine de la Critique van het filmfestival in Cannes in 1988.

## Plot
De wat op leeftijd geraakte Hamelinck, moet vanwege een ernstige spierziekte vervroegd stoppen met werken. Al snel kan hem dat niet deren, want hij raakt in de ban van zijn schoondochter Simone, dit schepsel bewondert Hamelinck al jaren, maar nu overlaadt hij haar met cadeaus en legt hij haar als een koningin in de watten. Hij gaat zich ook onderdanig gedragen en is helemaal in de wolken als hij haar been mag aanraken. Vlak voordat Hamelinck sterft wenst hij dat Simones voetafdrukken op zijn gedenksteen zullen staan.

## Rolverdeling
| Acteur             | Personage        |
| ------------------ | ---------------- |
| Ralph Michael      | Marcel Hamelinck |
| Beatie Edney       | Simone           |
| Derek de Lint      | Philippe         |
| Dora van der Groen | Alma             |
| Suzanne Flon       | Denise           |
| Ina van der Molen  | Karin            |